# Прапор Сокаля
Пра́пор Сока́ля — офіційний символ міста Сокаль Львівської області, затверджений 17 березня 1999 року сесією Сокальської міської ради.
Автор — А. Гречило.

## Опис прапора
Прапор Сокаля: квадратне полотнище; на синьому тлі жовтий сокіл із відведеними назад крильми; по периметру прапор має жовту лиштву, ширина якої становить 1/10 ширини прапора.

## Зміст
Основою для сучасного прапора став герб міста, вживаний на печатках ХVІ–ХІХ ст. Сокіл є номінальним символом і вказує на назву поселення. 